# Bill Cosby Sings Hooray for the Salvation Army Band!
| Recensione | Giudizio |
| ---------- | -------- |
| Allmusic   | [ 1 ]    |

Bill Cosby Sings Hooray for the Salvation Army Band! è un album discografico dell'attore comico statunitense Bill Cosby pubblicato nel 1968 dalla Warner Bros. Records.

## Descrizione
Si tratta del secondo album musicale pubblicato da Cosby nel quale egli canti e non si limiti a recitare pezzi comici, e contiene versioni meno serie (spesso con testi satirici scritti o improvvisati da Cosby) di brani rock e soul dell'epoca. Come in occasione del suo precedente album di debutto, Silver Throat, Cosby è accompagnato su disco dalla Watts 103rd Street Rhythm Band.
La title track è una parodia del brano di Jimi Hendrix Purple Haze, anche se Hendrix non viene accreditato come autore, mentre Funky North Philadelphia è invece una parodia della canzone Funky Broadway di Wilson Pickett.

## Tracce
Lato 1
1. Sgt. Pepper's Lonely Hearts Club Band – 2:20 (Lennon-McCartney)
2. Sunny – 3:26 (Hebb)
3. Reach Out (I'll Be There) – 3:44 (Dozier, Holland)
4. (I'm A) Road Runner – 3:33 (Dozier, Holland)
5. (I Can't Get No) Satisfaction – 2:41 (Jagger/Richards)
6. Get Out of My Life, Woman – 2:50 (Toussaint)

Lato 2
1. Hooray for the Salvation Army Band – 3:06 (Cosby, Smith)
2. Funky North Philadelphia – 2:38 (Lee)
3. Hold On! I'm a Comin' – 2:36 (Hayes, Porter)
4. Ursalena – 2:36 (Cosby, Smith)
5. Time Brings About a Change – 3:12 (Carmichael, Cosby, Lee)
6. Stop, Look & Listen – 3:15 (Lee, Telf)